# Edge Of Forever
Edge Of Forever — десятий студійний альбом американської групи Lynyrd Skynyrd, який був випущений 10 серпня 1999 року.

## Композиції
1. Workin' - 4:53
2. Full Moon Night - 3:44
3. Preacher Man - 4:33
4. Mean Streets - 4:49
5. Tomorrow's Goodbye - 5:05
6. Edge of Forever - 4:23
7. Gone Fishin' - 4:22
8. Through It All - 5:28
9. Money Back Guarantee - 4:01
10. G.W.T.G.G. - 4:03
11. Rough Around the Edges - 5:05
12. FLA - 3:53